# Laodamia
Laodamia is een geslacht van vlinders van de familie snuitmotten (Pyralidae).

## Soorten
- L. affinis Balinsky, 1994
- L. bibasella (de Joannis, 1927)
- L. conisella Hampson, 1926
- L. dubia Balinsky, 1994
- L. faecella (Zeller, 1839)
- L. floridana (de Joannis, 1927)
- L. glaucocephalis Balinsky, 1994
- L. grisella Balinsky, 1994
- L. homotypa Balinsky, 1994
- L. horrens Balinsky, 1994
- L. hortensis Balinsky, 1994
- L. hypolepias (de Joannis, 1927)
- L. ignicephalis Balinsky, 1994
- L. inermis Balinsky, 1994
- L. injucunda Balinsky, 1994
- L. karkloofensis Balinsky, 1994
- L. leucosticta (de Joannis, 1927)
- L. lugubris Balinsky, 1994
- L. natalensis (Ragonot, 1888)
- L. nigerrima Balinsky, 1994
- L. nonplagella Balinsky, 1994
- L. ochreomelanella (Ragonot, 1888)
- L. polygraphella de Joannis, 1927
- L. pulchra Balinsky, 1994
- L. salisburyensis Balinsky, 1994
- L. sarniensis Balinsky, 1994
- L. scalaris (de Joannis, 1927)
- L. similis Balinsky, 1994
- L. spiculata Balinsky, 1994
- L. spissa Balinsky, 1994
- L. squamata Balinsky, 1994
- L. zoetendalensis Balinsky, 1994